# Петровка (Марьяновский сельский совет)
Петровка (укр. Петрівка) — село, относится к Захарьевскому району Одесской области Украины.
Население по переписи 2001 года составляло 87 человек. Почтовый индекс — 66710. Телефонный код — 4860. Занимает площадь 0,27 км². Код КОАТУУ — 5125283009.

## Местный совет
66710, Одесская обл., Захарьевский р-н, с. Марьяновка